# SH-09C
SH-09C（エスエイチ ゼロ きゅう シー）は、シャープが開発した、NTTドコモの第三世代携帯電話（FOMA）端末、フランスのクリスタルメーカーのバカラとのコラボレーションモデルである。インターネット販売限定で5000台で発売された。なお、購入できるのはドコモと予め契約していた顧客に限られ、新規契約では購入できなかった。

## 概要
NTTドコモとフランスの高級クリスタルメーカーであるバカラとのコラボレーションモデルとなる。ベースはSH-01Cをベースをしておりスペックは同端末と同じである。バカラのコラボレーションモデルとはいえ、落下のおそれのある携帯電話のため、ガラスではなく、クリスタル調のアクリルパネルを利用し、バカラのカットをイメージしたバカラレッドのフロントパネルに、同じくバカラブランドを象徴する燭台（しょくだい）を用いている。背面においても黒とルビー色のコントラストを配したシックなデザインとなっており、個別にオリジナルのネームやメッセージをいれることができる背面カバーを別途つけることができる（ネーム、メッセージの申込は申込期間は2011年3月11日から5月10日23時59分までとなる）。
待ち受け画面や内蔵コンテンツにおいても、バカラのイメージの黒とルビー色を基調としたコンテンツとなっており、待ちうけ画面では、シャンデリア・燭台（しょくだい）、発着信画面はグラス・タンブラーをモチーフとされている。その他外見では、回転2軸型のボディに、3.4インチフルワイドVGA液晶と静電式のタッチパネルを搭載する。タッチパネルによる操作は、SH-01Cと同様ビューアポジションだけでなくオープンポジション（縦に開いた状態）でも操作が可能となり、複数の指で操作するマルチタッチに対応している。またタッチパネルだけでもほとんどの操作ができるようになっている。防水性能はIPX5/IPX7、防塵性能はIP5Xに準拠している。

### 主な機能
本端末のベースは高機能端末であるSH-01Cをベースとしているため、機能は高い。カメラ機能においては、AQUOS SHOTを冠とするProPixエンジンを搭載した1440万画素カメラが搭載されており、画像のノイズなどを抑えると共に、広ダイナミックレンジ補正、輪郭強調などで、自然な画質に復元することが可能となっている他、動画撮影においても、1920×1080ドットの高画質フルハイビジョンで撮影した動画も歪みを抑えた撮影が可能となる。そのほかに、ゴルフスイングビデオカメラ機能、ペットフォーカス機能、動画のスローモーション再生機能、魚眼レンズ、ミニチュア風撮影などが可能となる。
3G通信では、下り7.2Mbps、上り5.8MbpsのFOMAハイスピード通信に加え、AOSSにも対応した、WiFi機能が搭載されておりIEEE802.11b/g/nにて最大150Mbpsの通信でWebの閲覧などが可能となっている。またアクセスポイントモードが搭載されているため、SH-09CをモバイルWiFiルーターとして利用することも可能となっている。
人の声を強調し、周囲の雑音やエコーをカットするトリプルくっきりトークにも対応している。

### ワンセグ機能
ワンセグにおいては4倍高速表示に対応し、動きのある画像もくっきり見ることが可能となる。
- EPG（録画予約）
- 試聴予約
- 外部メモリ（microSD）への録画
- 字幕放送
- マルチウィンドウ
- Bluetoothによるワイヤレス音声出力
- 同社液晶テレビ「AQUOS」にも採用されている、映像をより鮮やかに再現する「SV (Super Vivid) エンジン」

## その他機能
| 主な対応サービス                   | 主な対応サービス                                                    | 主な対応サービス                       | 主な対応サービス                                 |
| ---------------------------------- | ------------------------------------------------------------------- | -------------------------------------- | ------------------------------------------------ |
| タッチパネル                       | FOMAハイスピード7.2Mbps(受信)／5.7Mbps(送信)                        | Bluetooth                              | DCMX／おサイフケータイ                           |
| iアプリオンライン／地図アプリ      | 直感ゲーム／メガiアプリ                                             | iウィジェット                          | マチキャラ／iコンシェル                          |
| ホームU／ポケットU                 | GPS／オートGPS／ケータイお探し                                      | デコメール／デコメ絵文字／デコメアニメ | iチャネル                                        |
| 着もじ                             | テレビ電話／キャラ電                                                | ケータイデータお預かりサービス         | フルブラウザ                                     |
| おまかせロック／バイオ認証         | 外部メモリーへiモードコンテンツ移行／ユーザーデータ一括バックアップ | トルカ                                 | iC通信／iCお引越しサービス                       |
| きせかえツール／ダイレクトメニュー | バーコードリーダ／名刺リーダ                                        | 2in1                                   | エリアメール／ソフトウェアーアップデート自動更新 |
| GSM／3Gローミング（WORLD WING）    | 着うたフル／うた・ホーダイ                                          | Music&Videoチャネル／ビデオクリップ    | デジタルオーディオプレーヤー(AAC)(WMA)           |

## 搭載アプリケーション
アプリケーションは以下のものがプリインストールされているが、その他にドコモマーケットなどから、様々なアプリケーションをダウンロードしインストールすることが可能となっている。
| アプリ名                       | 概要 |
| ------------------------------ | --- |
| Shot Navi Advance Lite for SH  | 国内のゴルフ場2300以上に対応するGPSゴルフナビゲーター。拡張現実機能にも対応する。                                                                     |
|                                | |
| ファミスタワイヤレス FM版      | 野球ゲームのBluetooth通信対応版 |
| 対戦パックマン（体験版）       | |
| Myきせかえクリエイター for SH  | 撮影した画像とテンプレートから選んだフレームを合成して、きせかえツール（待受画面とノーマルメニュー）を作成することができるアプリ。                    |
| E★エブリスタアプリ             | ケータイ総合雑誌「E★エブリスタプレミアム」掲載作品の更新情報をリアルタイムで確認できるアプリ                                                          |
| ブックビューア コミック体験!   | セルシス、ボイジャーが提供しているケータイコミックを体験できるアプリ                                                                                  |
| コミック/小説ビューア          | コミックや小説を読むことができるアプリ |
| SH-MODE INFO                   | iウィジェットにてiMenu内のサイト［SH-MODE］の更新情報を確認したり、サイト内の各コンテンツへ直接接続することができるアプリ                             |
| お天気予報SH                   | iウィジェットにて今日・明日の天気や雨レーダーなどを見ることのできるアプリ                                                                             |
| iアバターメーカー              | iアバターを作成するアプリ |
| iCタグリーダー                 | 対応のポスター・カード・シールなどにおサイフケータイでかざして情報を読み取るためのアプリ                                                              |
| 温湿度指数チェッカー           | 日本気象協会監修の気象情報アプリ |
| ロケーションレーダー           | 現在地の周辺施設や目的地を検索して現在地から目的地までの直線距離や目的地の方角を表示するアプリ                                                        |
| ネット辞書                     | |
| モバイルGoogleマップ           | Googleマップのアプリ。GPSを使った道案内、経路検索、衛星写真、ストリートビューなどを利用できる                                                         |
| Gガイド番組表リモコン          | テレビ番組表とAVリモコン機能が1つになったアプリ |
| iD設定アプリ                   | おさいふケータイクレジット決済サービスiDの設定アプリ                                                                                                  |
| DCMXクレジットアプリ           | NTTドコモが提供するおさいふケータイクレジットDCMXの設定アプリ                                                                                         |
| モバイルSuica登録用iアプリ     | モバイルSuica契約用のiアプリ |
| ヘルスチェッカー               | 歩数、活動量、脈拍数、血圧、体組成のデータを管理するアプリ                                                                                            |
| ドコモWebメール                | パソコン・FOMA端末のどちらからでも利用できるメールサービス「ドコモWebメール」のアプリ                                                                 |
| 地図アプリ                     | GPS機能を利用して、目的地を検索したり、乗り換え案内を駆使した、交通手段によるルートを表示が可能                                                       |
| ROID ウィジェット2             | モバイルサイト「ROID」の更新情報などを通知してくれるウィジェット                                                                                      |
| Start! iウィジェット           | iウィジェットの使い方をムービーで見ることができるiアプリ                                                                                              |
| iWウォッチ                     | iウィジェット画面でグラフィカルに時計や電池残量を確認することができるアプリ                                                                           |
| 楽オク☆アプリ                  | 楽天オークション用のアプリ |
| iアプリバンキング              | モバイルバンキングを簡単に利用するためのアプリ |
| マクドナルド トクするアプリ    | 日本マクドナルドのかざすクーポンなどを利用するためのアプリ                                                                                            |
| 株価アプリ                     | iウィジェットを利用して株価情報を表示するアプリ |
| 花粉アプリ                     | スギ・ヒノキの分布や量を確認できるアプリ |
| お天気アプリ                   | 簡単操作で詳細な気象情報が確認できるアプリ |
| i Bodymoアプリ                 | 健康サービス「i Bodymo（iボディモ）」のアプリ |
| FOMA通信環境確認アプリ         | FOMAハイスピードエリアを利用できるかを確認することができるiアプリ                                                                                     |
| いっしょにデコ                 | お互いのFOMA端末をかざして撮影した静止画にスタンプを貼ったりデコレーションができるiアプリタッチ対応アプリ                                             |
| ドコモ料金案内                 | 通話料やパケット通信料等の簡易的な履歴を一覧やグラフで確認できるアプリ                                                                                |
| 電子マネー「nanaco」           | セブン&アイグループの電子マネー「nanaco」のモバイル版                                                                                                 |
| かざす請求書                   | 毎月のドコモ利用料金の情報をおサイフケータイに取得し、請求書が無くてもコンビニエンスストアで決済できるアプリ（本サービスはセブン-イレブンのみ対応。） |
| ビックポイント機能付ケータイ   | おサイフケータイをビックカメラの「ビックポイントカード」として利用できるアプリ                                                                        |
| ヨドバシゴールドポイントカード | おサイフケータイをヨドバシカメラの「ヨドバシゴールドポイントカード」として利用できるアプリ                                                            |
| モバイルAMCアプリ              | おサイフケータイを使用して、ANAの各種サービスを利用できるアプリ                                                                                       |

## 沿革
- 2011年2月3日 - 本製品の開発を発表
- 2011年3月11日 - 発売開始